# Тофол
Тофол (англ. Tofol) — столица штата Косраэ в Федеративных Штатах Микронезии.

## Местонахождение
Тофол находится в муниципалитете Лелу (Lelu), в восточной части острова Косраэ, юго-западней острова Лелу.

## Население
На 2000 год в муниципалитете Лелу проживало 2591 человек.

## Связь
Спутниковую связь обеспечивает государственная телекоммуникационная компания FSMTC.